# Klaus Mümpfer

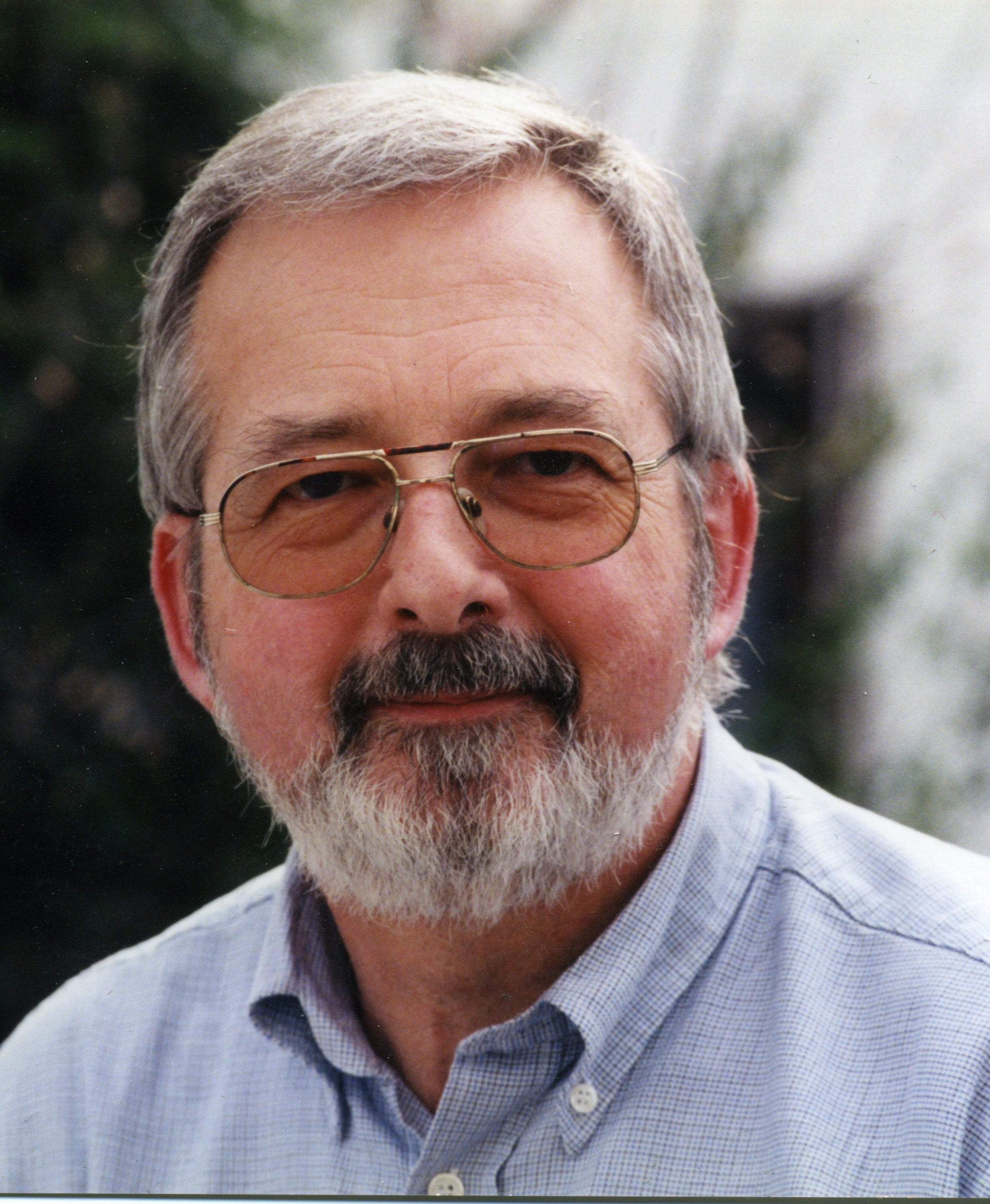
Klaus Mümpfer, 2005

Klaus Mümpfer (* 20. April 1942 in Worms; † 17. April 2021) war ein deutscher Fotograf, Journalist und Jazzkritiker. Er ist Träger der Verdienstmedaille des Landes Rheinland-Pfalz.

## Leben
Klaus Mümpfer wurde 1942 als Sohn von Helle und Karl Mümpfer in Worms geboren. 
Nach seinem Studium der Politikwissenschaften und Publizistik an der Johannes Gutenberg-Universität Mainz von 1963 bis 1968 wurde er Journalist der Verlagsgruppe Rhein Main. Hauptberuflich arbeitete er bis zu seinem Ruhestand 2007 unter anderem als Leiter verschiedener Lokalredaktionen, zuletzt bei der Allgemeinen Zeitung in Mainz.
Mit seiner Frau Barbara, die er 1979 heiratete, hatte er zwei Söhne.
1964 war er Mitbegründer des ersten Wormser Jazzclubs Tunnel 64, als dessen Geschäftsführer er von der Gründung bis 1967 fungierte. Ab 1968 arbeitete er als Journalist und Fotograf zu den Themen Politik und Jazz für Tageszeitungen und für Fachzeitschriften. Mümpfers Arbeit als Jazzfotograf und Jazzkritiker wurde international wahrgenommen. So wurde er als Jurymitglied verschiedener Jazzpreise berufen, unter anderem des Škoda-Jazz-Preises, des Rheinhessischen Jazzpreises, des Jazzpreises des Landes Rheinland-Pfalz und des Südwestrundfunks (1981 bis 1998) sowie des Wettbewerbs Jugend jazzt des Landesmusikrates Rheinland-Pfalz.
Von 1980 bis 1984 war Klaus Mümpfer Künstlerischer Leiter der Mainzer Jazzwoche im Unterhaus Mainz.
Im Jahr 2007 wurde ihm für sein Engagement die Verdienstmedaille des Landes Rheinland-Pfalz für die Förderung von Jazz und Kultur verliehen.
Seit seinem Ruhestand 2007 arbeitete er weiterhin als Kritiker und Fotograf für Fachzeitschriften und verschiedene Tageszeitungen. Auch war er Vorstandsmitglied des Jazzclubs Rheinhessen.
2012 erhielt er zudem die silberne Ehrennadel des Deutschen Journalisten-Verbandes für sein ehrenamtliches Engagement.

## Publikationen
Neben zahlreichen Artikeln und Kritiken in verschiedenen Tageszeitungen schrieb Klaus Mümpfer zudem seit Mitte der 1970er Jahre für das Jazz Podium. Er veröffentlichte Kritiken und Bilder im belgischen Jazz Halo, im polnischen Jazzforum, im niederländischen Zing-Magazin sowie im japanischen Jazz Guitar Book. Auf den deutschen Jazzpages hatte er eine eigene Rubrik, Klaus Mümpfers Jazznotizen.
1986 publizierte er zusammen mit Fred Lex das Buch Gastfreundschaft im Naturparadies Nahe - Hunsrück. Im US-amerikanischen Internetmagazin allaboutjazz hatte Klaus Mümpfer eine eigene Galerie.

## Ausstellungen
Als Jazz- und Politikfotograf hatte Klaus Mümpfer regelmäßige Ausstellungen. Seine bekannteste war Jazz im Bild. Zu den Ausstellungsorten zählten unter anderem Bonn, die rheinland-pfälzische Landesvertretung in Berlin, der Mainzer Landtag, das Nieder-Olmer Rathaus, aber auch Ludwigshafen, Speyer, Bad Kreuznach, Alzey, Rüsselsheim und Lahnstein.